# Afghanistans krigsmakt
Afghanistans krigsmakt består av Afghanska Nationalarmén (ANA) och Afghanska Nationella Arméflyget. Eftersom Afghanistan inte har någon kust så har man heller ingen flotta. Afghanistans president är krigsmaktens överbefälhavare via försvarsdepartementet. Högkvarteret är beläget i Kabul.
En afghansk krigsmakt har existerat sedan det tidiga 1700-talet när Hotakidynastin kom till makten och strax därefter Durraniimperiet. Afghanska styrkor var därefter konstant involverade i strider mot Safaviderna och det brittiska Raj under 1700- och 1800-talet. Den moderna krigsmakten organiserades först under 1880-talet, när landet styrdes av emir Abdur Rahman. Den utvecklades vidare av kung Amanullah Khan och moderniserades under kung Zahir Shahs styre (1933-1973). Under Afghansk-sovjetiska kriget på 1980-talet var armén inblandad i strider mot mujahedinrebeller. År 1992 fragmentiserades krigsmakten i delar lojala mot olika krigsherrar när president Najibullah avsattes och rebellerna tog över landets styre. Denna period följdes av talibanernas maktövertagande, vilka skapade en krigsmakt på sharialagens grund.
Efter den USA-ledda invasionen och avsättandet av talibanregeringen år 2001 reformerades den afghanska krigsmakten av NATO, huvudsakligen av den amerikanska armén. Särskilt i inledningsskedet hade man problem med rekrytering och träning av de nya soldaterna, men gradvis började använda afghanska trupper i striderna mot den talibanska gerillan. Under 2007 började ANA sakta operera på delvis egen hand. USA:s president Barack Obama tillkännagav år 2009 att antalet afghanska soldater och poliser skulle utökas till totalt 400 000. I oktober 2009, tillkännagav Förenta Staterna att man planerade att spendera 1,3 miljarder dollar fram till 2010 på att bygga flera militärbaser åt den afghanska armén. I denna summa ingick en upprustning värd 100 miljoner dollar av flygbasen i Bagram, den största militärbasen i landet, liksom en ny militärbas för 70 miljoner dollar i Farah nära den iranska gränsen.